# Damhnait Doyle

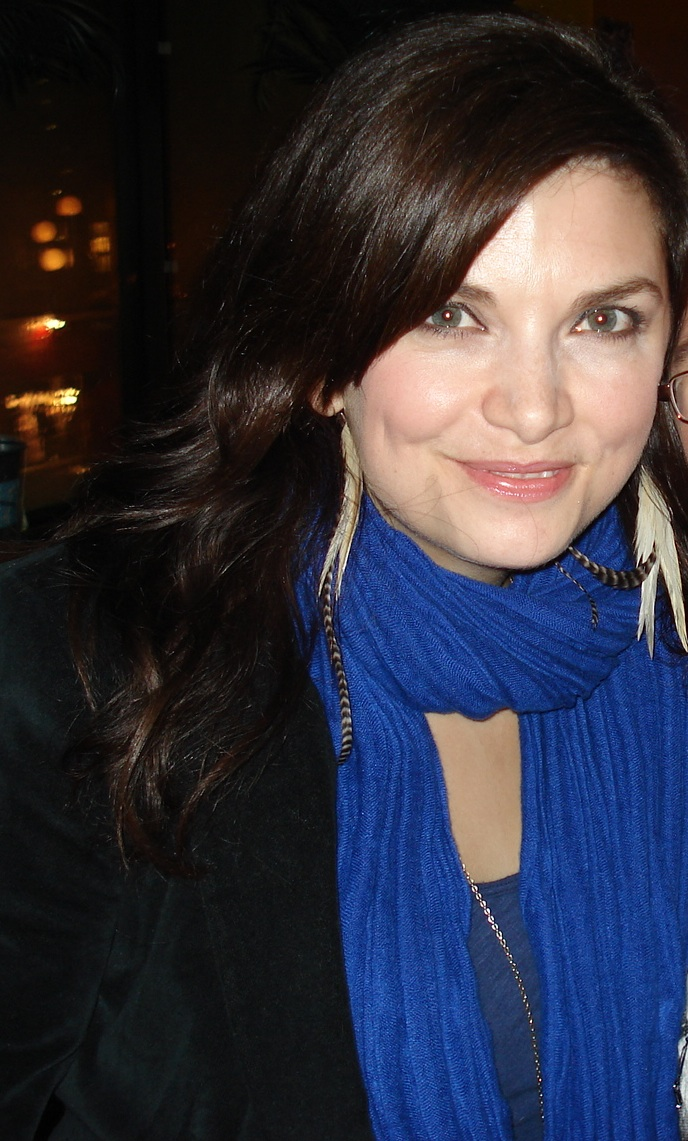
Damhnait Doyle (2010)

Damhnait Doyle (* 9. Dezember 1975 in Labrador City, Newfoundland and Labrador, Kanada) ist eine kanadische Pop-Sängerin. Ihr irischer Vorname wird wie Davnet ausgesprochen. Zwischen 1996 und 2003 veröffentlichte sie drei Soloalben, war anschließend von 2003 bis 2009 Mitglied der Gruppe Shaye und brachte 2009 ihr viertes Soloalbum raus. 
Als Kind nahm Damhnait Doyle Gitarren- und Klarinettenunterricht. Ihr erstes Album veröffentlichte sie 1996. Die daraus ausgekoppelte Single A List of Things erreichte die kanadischen Single-Charts und wurde für den Juno Award und den East Coast Music Award nominiert. Die Singles Never Too Late und Tattooed ihres zweiten Albums von 2000 erreichten ebenfalls die Charts. Nach ihrem dritten Album schloss sie sich der Band Shaye an. Ihr 2009 veröffentlichtes Album besteht aus Coverversionen bekannter Lieder. 

## Werk
Diskografie
- 1996: Shadows Wake Me (LP)
- 1999: Hyperdramatic Sampler (EP)
- 2000: Hyperdramatic (LP)
- 2003: Davnet (LP)
- 2008: Lights Down Low (LP)
- 2019: Liquor Store Flowers (LP)

Literatur
- 2005: Miscellaneous Female: The Journals of Damhnait Doyle